# واما
واما (WAMA)، فرقة موسيقية مصرية، كانت في الأساس فريق عزف موسيقي فقط وقد انشئت سنة 1998 ثم تحولت الي فريق غنائي يشبه الفرق الأجنبية ال (Boy Bands) في أمريكا وأوروبا ولكن للغناء باللغة العربية وهي مكونة من أربعة افراد نادر حمدي وأحمد الشامي ومحمد نور وأحمد فهمي.

وقد كان أول ظهور للفرقة تحث اسم واما (WAMA) سنة 2003
بعد إصدار ألبومهم الأول «يا ليل» عام 2003، استفاد جميع أفرادها من نجاح الفرقة، ليتمكنوا من إيجاد مساحتهم الخاصة في عالم الفن، والعمل بشكل مستقل في قطاعات فنية مختلفة، من دون أن يؤثر ذلك على استمرارية الفرقة، ومن دون أن يؤدي ذلك إلى أي انقسامات أو تغيرات في بنية الفرقة وأسلوبها الفني.
مثلاً، تمكّن أحمد فهمي من النجاح في قطاع التمثيل، وثبّت أقدامه في مسلسلات «الباند آراب» ليكون أحد أبرز نجومها، بالإضافة إلى تقديمه للعديد من البرامج ومشاركته في عدة أفلام وإنتاجه ألبوما غنائيا مستقلا عن الفرقة. وكذلك، سطع اسم نادر حمدي كأحد أبرز الموزعين الموسيقيين في السنوات الأخيرة، بعد أن مهدت له فرقة «واما» الطريق للعمل مع العديد من نخبة من نجوم الغناء العربي، أمثال عمرو دياب وتامر حسني. وأما محمد نور، فقد فتحت له «واما» أبواب النجومية لينتج عدة ألبومات منفردة من دون أن يتخلى عن الفرقة. في المقابل، فإن أحمد الشامي بدأ بعد وصول أعضاء فريقه إلى النجومية بشكل مستقل، بالعمل على مشروعه المنفرد غير واضح المعالم، ما بين التمثيل والغناء

## أعضاء الفرقة
ان أعضاء الفرقة كانوا اصدقاء منذ طفولتهم وكان أسرهم مهتمة بالموسيقي والغناء
- نادر حمدي (مغنى - موزع - ملحن - عازف بيانو - music producer)
- أحمد الشامي (مغنى - ممثل - عازف ألات إيقاعية)
- أحمد فهمي (ملحن - مغنى - ممثل - مقدم - عازف كمان)
- محمد نور (مغنى - ملحن - مقدم - عازف كمان - ممثل)

## ألبومات الفرقة
- يا ليل (2003)
- ياغالي عليا (2005)
- رايحه جايه (2010)
- كان ياما كان (2015)
- الصيف ابتدي (2019)

## أغاني منفردة
- أغنية «زى ما بحلم»
- أغنية «كان نفسى»
- أغنية «قلبك سيب بابه»
- أغنية «مصر الحبيبة»
- أغنية «سينا»
- أغنية «مشوار طويل» من فيلم (تيتو)
- أغنية «قطر الحياه» من فيلم (تيتو)
- أغنية (أعمل عبيط) ((تتر مسلسل «باب الخلق»))
- أغنية «يلا نعمل حاجة عشانها»
- أغنية (الدنيا ميزان) ((تتر مسلسل «الميزان»))
- أغنية «الليلة ليلتك»
- أغنية «ده كلام»